# Oued Bouanane
Der Oued Bouanane ist ein Fluss im östlichen Marokko, der durch die Provinz Figuig in der Region Oriental fließt. Er ist der wichtigste Nebenfluss des Oued Guir und führt an der Mündung mehr Wasser als der Hauptfluss in die algerische Sahara.

## Verlauf
Das Tal des Oued Bouanane nimmt seinen Ursprung auf der Südseite der Bergkette, deren Nordseite zum Moulouya und damit zum Mittelmeer entwässert. Über dem Quellgebiet erhebt sich einer der höchsten Gipfel dieses Gebirgszuges im östlichen Hohen Atlas (ca. 2320 m). Mit allgemeiner Südostrichtung schneidet der Fluss durch mehrere Bergketten des Atlasgebirges, bis er dessen Südseite erreicht und sich in einer Hochebene mit dem Oued Guir zu vereinen. Als wichtigsten Zufluss von links und Norden nimmt der Oued Bouanane bei Kilometer 125 den Oued Kheng Grou auf.
Wichtige Ansiedlungen und Flussoasen am Oued Bouanane sind bei Kilometer 88 Beni Tadjite, bei Kilometer 122 folgt Beni Bassia und bei Kilometer 162 schließlich liegt Bouanane. Dieser Ort hat dem Fluss den Namen gegeben.

## Hydrometrie
Die Abflussmenge des Bouanane wurde über die Jahre 1954 bis 1974 kurz vor der Mündung an der Station Beni Yati in m³/s gemessen.
Wie bei vielen Wüstenflüssen können auch beim Bouanane verheerende Überschwemmungen auftreten, wie zum Beispiel am 16. November 1967, als an der Station Beni Yati ein Abfluss von 5000 m³/s beobachtet wurde.